# ATOMCI
ATOMCI (Non-Relativistic Configuration Interaction Calculations for Many-Electron Atom) は、原子の電子構造をab initio計算により求めるコンピュータ・プログラムである。 
Hartree-Fockならびに電子相関計算の際には、O(3)xSU(2)xSU(2)の対称性を利用することが可能であり、高速で高精度な計算が可能である。

## 計算手法
ATOMCI では、主にHartree-Fock法、MCSCF法、CI法の取り扱いが可能である．相対論的補正については、3次の Douglas-Kroll scalar 項が利用可能である.